# Хелеліш
Хелеліш (рум. Hălăliș) — село у повіті Арад в Румунії. Входить до складу комуни Севиршин.
Село розташоване на відстані 350 км на північний захід від Бухареста, 70 км на схід від Арада, 137 км на південний захід від Клуж-Напоки, 80 км на схід від Тімішоари.

## Населення
За даними перепису населення 2002 року у селі проживали 128 осіб, з них 125 осіб (97,7%) румунів. Рідною мовою 125 осіб (97,7%) назвали румунську.